# Dodonaea humilis
Dodonaea humilis là một loài thực vật có hoa trong họ Bồ hòn. Loài này được Endl. mô tả khoa học đầu tiên năm 1835.